# Nassarius hirtus
Nassarius hirtus is een slakkensoort uit de familie van de Nassariidae. De wetenschappelijke naam van de soort is voor het eerst geldig gepubliceerd in 1834 door Kiener.